# Alexander Schamsky

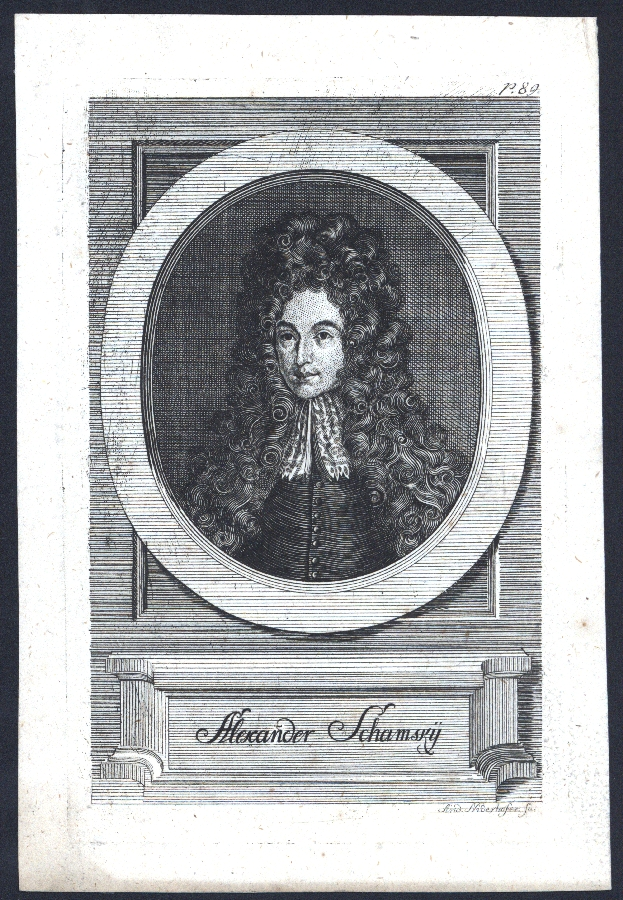
Alexandr Antonín Ignác Šamský

Alexander Schamsky, auch Alexandr Šamský, (* 4. Februar 1687 in Milotice u Kyjova (tschechisch Milotitz), Markgrafschaft Mähren; † 1715 in Louny (deutsch Laun), Königreich Böhmen) war Stadtphysicus in Prag und Mitglied der Gelehrtenakademie „Leopoldina“.

## Leben
Alexander Antonius Ignatius Schamsky (auch: Alexandr Antonín Ignác Šamský) wurde als Sohn des Kristián Šimon Šamsky und der Zenobia Františka geb. Zlámalová geboren. Der Vater war Bürgermeister von Ungarisch Hradisch (Uherské Hradište) und Statthalter des Gutshofs Milotice. Die Mutter stammte aus Brünn (Brno). Die Mutter verstarb ein halbes Jahr nach der Geburt von Alexander Schamsky. Der Vater heiratete wieder. Er verstarb im Jahr 1695.
Alexander Antonius Ignatius Schamsky besuchte die Trivialschule in Olmütz. Im Jahr 1696 begann er sein Studium am unteren Jesuitengymnasium in Olmütz und setzte nach dem Abitur das Studium der Philosophie fort. Die Grundlagen dieser Wissenschaft lehrte in der Jesuit und Mission Franz Tillisch (Francis Tillisch; 1670–1716), der später am Kaiserlichen Hof in Peking tätig war. Alexander Schamsky setzte sein Studium an der Karl-Ferdinands-Universität in Prag fort. Er wurde am 15. Dezember 1710 zum Doktor der Medizin promoviert. In seiner Abschlussvorlesung bezeichnete er die Pest als größte Katastrophe für die Menschheit. Schamsky war Arzt, Erforscher der Pest, Philosoph und Physiker. Er war Stadtphysicus in Olmütz und Prag. An der Universität Prag war er der persönliche Sekretär des Dekans der Medizinischen Fakultät, Johann Franz Loew von Erlsfeld (Jan František Löw von Erlsfeld). Alexander Schamsky verstarb an der Pest.
Alexander Schamsky wurde am 3. Juli 1714 unter der Matrikel-Nr. 308 mit dem akademischen Beinamen AREUS als Mitglied in die Leopoldina aufgenommen.

## Veröffentlichungen
- Freünd in der Noth oder kurtzer ... Unterricht, wie Jeder bey jetzt grassirender Seuchen sein eigener Medicus seyn solle, 1713. Digitalisat
- Promptuarium parvum medico-practicum, 1714. Digitalisat